# Rebecca Ar-Rayès
Rebecca Pietra Choboq Ar-Rayès, in arabo Rafqa, al secolo Boutrossieh (Himlaya, 29 giugno 1832 – Batrun, 23 marzo 1914), fu una monaca libanese appartenuta all'Ordine Antoniano Maronita. È stata proclamata santa da papa Giovanni Paolo II nel 2001.

## Biografia

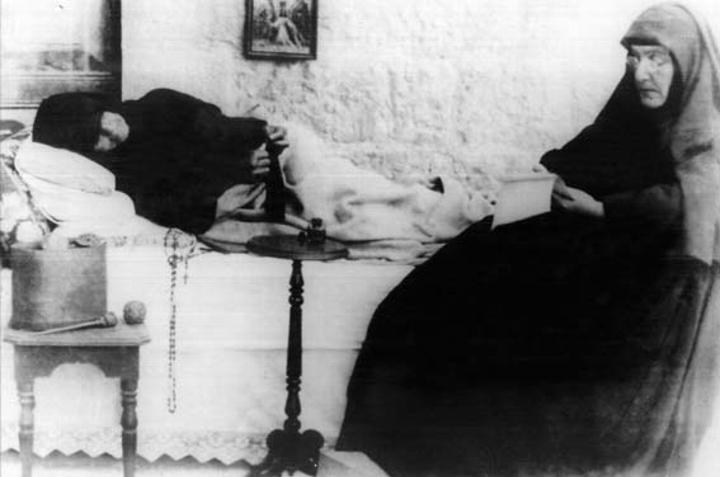
Rebecca malata giace sul letto accudita da una consorella

Boutrossieh Ar-Rayès nacque nel 1832 in un borgo rurale libanese da una famiglia di contadini cattolico-maroniti: dopo la morte della madre, avvenuta quanto Boutrossieh aveva sette anni, venne inviata a Damasco, dove lavorò come domestica. Tornata in patria decise di entrare come religiosa nella congregazione delle Figlie di Maria (Mariamât). Emise i voti perpetui il 10 febbraio del 1856 nel convento di Nostra Signora della Liberazione di Bikfaya e prese il nome religioso di Anissa (in italiano Agnese). Dopo una breve preparazione divenne insegnante elementare e di religione, prestando la sua opera anche in numerosi villaggi di montagna.
Dopo una crisi che aveva compromesso la vita spirituale nella sua famiglia religiosa, decise di passare tra le monache antoniane dell'Ordine Libanese Maronita ed il 25 agosto 1872 fece la sua professione solenne, assumendo il nome religioso di suor Rebecca (in arabo Rafqa), quello di sua madre. Trascorse i primi anni nel monastero di Aïtou (1871-1897), per poi trasferirsi nel monastero di San Giuseppe di Jrabta, a Batrun, dove trascorse il resto della sua vita.
Gli ultimi anni della sua esistenza furono segnati da una malattia che le causava dolori fortissimi al capo e agli occhi e che la portò alla cecità e poi alla paralisi.

## Il culto
Decretatane l'eroicità delle virtù, papa Giovanni Paolo II la dichiarò venerabile l'11 febbraio del 1982; lo stesso pontefice la beatificò il 17 novembre 1985 ed infine la proclamò santa il 10 giugno 2001, nel corso di una solenne cerimonia in piazza San Pietro a Roma.
Memoria liturgica il 23 marzo.